# Крупа (Луцький район)
Кру́па — село в Україні, у Луцькому районі Волинської області. Входить до складу Підгайцівської сільської громади. Населення становить 913 осіб.

## Історія

### Давні часи
На території села відомі наступні пам'ятки археології:
- У південній частині села — овальне городище давньоруського часу, яке обведене валом. Обстежувалось у 1955—1956 рр. Ю. Захаруком і Є. Тимофеєвим.
- У південно-східній околиці села знаходився курганний могильник давньоруського періоду, що складався з 19 насипів. Три з них розкопала К. Мельник. Біля кістяків знайдені прикраси, зброя, предмети побуту.
- У південно-західній частині села — селище давньоруського періоду. Його обстеження провели у 1955—1956 рр. Ю. Захарук і Є. Тимофеєв.
- За 0,2 км на північ села, в урочищі Бірки, на мисі правого берега Стиру, у місці впадіння в нього його правостороннього допливу — струмка Зеленка — селище давньоруського періоду XII—XIV ст. площею до 1 га. Пам'ятку зафіксовано за 200 м на південь від мосту шосейної дороги Дубно-Луцьк. У 2011 році на його території проводила рятівні археологічні дослідження експедиція ДП «Волинські старожитності» під керівництвом Баюка В. Г. Окрім давньоруських матеріалів, виявлено залишки фундаментів митниці XVI ст. та купецький медальйон того ж часу.

Медальйон купця XVI ст., виявлений під час розкопок у с. Крупа в урочищі Бірки

- У північній частині села, в урочищі Висланка, на мисі правого берега першої надзаплавної тераси Стиру висотою близько 18 м над рівнем заплави — багатошарова пам'ятка: городище давньоруського періоду XII—XIII ст. і поселення культур кулястих амфор, стжижовської, тшинецько-комарівської. Городище має приблизно прямокутну форму із заокругленими кутами розмірами 80×100 м. Територія його була оточена ровом з північної, східної і південної сторін. Ширина його доходила місцями до 20 м. В'їзд на городище знаходився з напільного східного боку тераси. Західний схил пам'ятки ескарпований.
- На північно-західній околиці села, в урочищі Заступна, поруч із недіючим кар'єром по добуванню глини — багатошарове поселення тшинецько-комарівської, вельбарської культур і давньоруського періоду XI—XIII ст. площею близько 2 га. Пам'ятка розташована на мисі першої надзаплавної тераси правого берега Стиру висотою 12–14 м над рівнем заплави, а неподалік від неї розміщена трансформаторна підстанція водогону.
- За 0,4 км на північний захід від села, в урочищі Топілля, навпроти цвинтаря, на мисі першої надзаплавної тераси правого берега Стиру висотою до 18 м над рівнем заплави — двошарове поселення тшинецько-комарівської культури і давньоруського періоду XII—XIII ст. площею близько 1 га.
- На західній околиці села, в урочищі Городище — городище давньруського періоду X—XIII ст. Воно займає мис правого берега Стиру висотою до 20 м над рівнем заплави. Пам'ятка складається з двох різних за величиною частин. Менша з них дещо вища, у плані близька до кола з діаметром до 40 м. Вона обнесена глибоким ровом, дно якого виходить на рівень заплави. Західна сторона цієї частини городища прямовисна, а інші схили дуже круті. Вона до того ж з'єднана перемичкою зі сторони півдня з іншою, дещо більшою за площею, частиною городища. Остання за формою близька до овалу розмірами 50×100 м. Вона нижча за висотою і, на відміну від попередньої, ореться. Зараз на ній знаходяться людські городи. Крім того, нижча частина городища відокремлена від напільного боку тераси глибоким ровом. Гадаємо, що саме це мисове городище обстежив П. Раппопорт у 1960 р. Однак, на відміну від В. Коноплі та В. Івановського, він зауважував, що майданчик городища неправильної форми, яка відповідає природній конфігурації підвищення і порізаний балками. Розмір майданчика 35×14 м.
- В західній частині села, у районі вул. Сонячної — селище давньоруського періоду XII—XIII ст. площею близько 1 га.
- На південно-західній околиці села, на території тваринницької ферми, — пізньофеодальне замчище XV—XVII ст. Воно розміщене на рівній ділянці мису першої надзаплавної тераси правого берега Стиру висотою до 16 м над рівнем заплави. В плані воно приблизно квадратної форми зі сторонами довжиною близько 80 м. Замчище має частково збережений вал заввишки 2 м, рів завширшки 3–4 м, який уцілів зі сходу та два бастіони по обох кінцях східного валу. Щодо останніх, то вони мають вигляд зрізаного конуса із дещо заглибленим кратеропідбним верхом. Внутрішня територія замчища в наш час[коли?] інтенсивно ореться. На поверхні ґрунту у великій кількості трапляються уламки цегли, бите скло давнього походження і фрагменти гончарного посуду.
- На південно-західній околиці села — селище давньоруського періоду XII—XIII ст. площею до 2 га. Воно розміщене на рівній ділянці мису першої надзаплавної тераси правого берега Стиру висотою близько 20 м над рівнем заплави.
- За 0,5 км на південний захід від села, на рівній ділянці першої надзаплавної тераси правого берега Стиру висотою 8–10 м над рівнем заплави — поселення тшинецько-комарівської культури площею до 1 га. Уламки ліпної кераміки зібрані з площі орного поля по обидві сторони лінії електропередач. На захід від пам'ятки знаходиться трансформаторна підстанція водогону.
- За 1 км на південний захід від села, на лагідному схилі першої надзаплавної тераси правого берега Стиру висотою 6–8 над рівнем заплави — двошарове поселення тшинецько-комарівської культури і давньоруського періоду XII—XIII ст. площею до 2 га. Його сліди зафіксовані в місці впадіння в Стир нині пересохлого потічка. На захід від пам'ятки, на відстані, приблизно 100 і 200 м знаходиться дві трансформаторні підстанції водогону.
- За 1,8 км на південний захід від села, на схилі першої надзаплавної тераси правого берега Стиру висотою 18–20 м над рівнем заплави — багатошарове поселення тшинецько-комарівської, вельбарської культур, лежницької групи ранньозалізного часу і давньоруського періоду XI—XIII ст. площею до 3 га. В західній частині пам'ятка зруйнована кар'єром по добуванню піску. В зрізах стінок останнього зафіксовано плями від заглиблених частин житлових і господарських споруд давньоруського часу, які особливо чітко простежуються на південній стінці котловану.
- За 2,5 км на південний схід від села, на рівній ділянці підковоподібного у плані мису першої надзаплавної тераси правого берега Стиру висотою близько 20 м над рівнем заплави — багатошарове поселення волино-люблінської, тшинецько-комарівської культур і давньоруського періоду ХІІ–ХІІІ ст. площею близько 5 га.
- За 0,5 км на північний схід від села, на мисі першої надзаплавної тераси лівого берега безіменного потічка (правосторонній доплив Стиру) висотою близько 8 м над рівнем заплави — поселення тшинецько-комарівської культури площею до 2 га.
- За 1,5 км на захід від села, на останці правого берега Стиру висотою до 1–2 м над рівнем заплави і розмірами 60–80х250 м — селище давньоруського періоду Х–ХІІ ст. Уламки гончарного посуду зібрані у вищій, південно-східній частині пам'ятки.

### У складі ВКЛ, Речі Посполитої, Російської імперії, СРСР
Згадується 8 грудня 1322 р. у грамоті великого князя Любарта Гедиміновича.
У 1527 році згадується в описах маєтностей князя Костянтина Острозького, 1545 - Василя Острозького.
У 1561 році Крупа була містечком із замком. Замок був дерев’яним. Тільки залишки середньовічних валу й рову та назва місцевості Замчище свідчать про його колишнє існування.
У 1583 році - власність Острозьких.
У 1761 році - власність Міхала Четвертинського. У цей час в містечку був дерев"яний костел, до парафії відносився монастир о.Василіянів в м.Дорогобуж.
У к.ХІХ ст.  село Луцького повіту, волость Піддубці, налічувало 521 мешканця. Мало дерев'яну церкву.
З 1874 по 1947 роки в селі існувала чеська колонія.
У 1947-му чехи виїхали до Чехословаччини, а на їх місце на початку 50-х років були переселені жителі навколишніх хуторів. До наших днів збереглася кілька чеських садиб, а також чеський цвинтар.
Під час Першої світової війни з 1915 р. Крупа перебувала в австрійській окупації. Вже на четвертий день Брусиловського прориву 26 травня (8 червня) 1916 р. укріплені позиції австрійців на околицях села протягом цілого дня стримували посилені атаки 8-го корпусу росіян. Наступного дня російські війська заволоділи лінією Підгайці — Вигаданка (тепер у складі с.Лище) — Крупа і о 20.00 годині 15-а дивізія росіян увійшла у м.Луцьк.Під час наступу російських військ у Крупі було знищено багато будинків, згоріла сільська церква.
2 лютого 1944 року село було визволене від німецьких окупантів. З приходом радянської влади  розпочалися репресії. У вересні 1944-го дев’ять дівчат віком від 16 до 22 років були засуджені військовим трибуналом НКВС на досить тривалі терміни позбавлення волі. Їх звинувачували у зв’язках з ОУН.

## Населення
Згідно з переписом УРСР 1989 року чисельність наявного населення села становила 862 особи, з яких 408 чоловіків та 454 жінки.
За переписом населення України 2001 року в селі мешкало 906 осіб.

### Мова
Розподіл населення за рідною мовою за даними перепису 2001 року:
| Мова       | Відсоток |
| ---------- | -------- |
| українська | 98,80 %  |
| російська  | 1,10 %   |

### Народилися
- Представники роду Ледуховських, власників містечка - Антоній Бартоломей Ледуховський, його сини, учасник Повстання 1830-31 років Ігнацій Ледуховський та політик Тадеуш Ледуховський.
- Іван Качановський – політолог-міжнародник, професор Школи політичних досліджень Університету Оттави.

## Пам'ятки
- Мурована споруда невідомого призначення, висотою бл. 10 м, називається місцевими жителями "Фігура". Одна з версій її походження пов’язана з відходом у XVI столітті князя Острозького з Луцького замку і позначення ним кордону своїх земель.
- Свято-Покровська Церква - мурований храм
- Пам'ятник полеглим за волю й незалежність України